# レオンス・ヴェルニー
フランソワ・レオンス・ヴェルニー（François Léonce Verny 、1837年12月2日 - 1908年5月2日）は、フランスの技術者。1865年から1876年にかけて横須賀造兵廠、横須賀海軍施設ドックや灯台、その他の近代施設の建設を指導し、日本の近代化を支援した。
名前が誤って「レオン」「ウエルニー」と表記されることも多い。

## 生涯

### フランスから中国
1837年12月2日、フランス中部のローヌ＝アルプ地域圏に位置するアルデシュ県のオーブナで生まれた。父は製紙工場を経営するマテュー・アメデ・ヴェルニー、母はアンヌ・マリー・テレズ・ブランシュで、5男2女の兄弟の三男だった。就学年齢の8歳になるとオブナの町で神父が経営するコレージュに通い、平均的な成績をおさめていた。やがてリセへの進学を目指して家庭教師の指導を受けると成績が向上し、1853年に16歳でリヨンのリセ・アンペリアルに入学している。リセでは厳しいカリキュラムをこなし、1854年には数学で学年1位となっているが化学の成績は振るわなかったという。余暇にはヴァイオリンや馬術を習い、1856年にかねて志望していたエコール・ポリテクニークへ合格者115名中64位という成績で入学した。
エコール・ポリテクニークでの生活については不明な点も多いが、おおむね良好な成績で1858年にヴェルニーは同校を卒業した。同年、海軍造船工学学校に入り海軍技術者となった。同校在学中はしばしば旅に出て、1858年夏はオルレアンやボルドー、トゥールーズ、1859年6月にはイタリア独立戦争中にジェノヴァやフィレンツェを訪れている。工学学校卒業後、1860年8月にブレスト造兵廠に着任し、造船・製鉄・艦船修理など多岐にわたる業務に従事した。
一方、1860年の北京条約の締結後も清では戦闘が続いていたため、フランス海軍は寧波で造船所やドックを建設し、小型の砲艦を建造する事を決めた。この建造監督への就任をヴェルニーは受諾し、1862年9月に辞令を受けてマルセイユからアレキサンドリア、スエズを経由して上海に向かった。寧波に着くと同地の副領事に任命され、造船所や倉庫、ドックを建設して1864年には4隻の砲艦が全て竣工した。この功績により、翌年レジオンドヌール勲章を受章している。

### 日本にて
当時、江戸幕府は近代化を進めてフランスの協力による近代的造兵廠の建設を決定し、フランス側の担当者だった提督バンジャマン・ジョレスの要請によりヴェルニーは1865年1月に日本へ派遣された。江戸に近く、波浪の影響を受けにくい入り江である上に艦船の停泊に十分な広さと深さを備えた海面があり、泊地として良好な条件を備えていたことから、造船所や製鉄所を含む同施設の建設地として横須賀が選ばれた。中国から持参した建設資料と見積りを基にヴェルニーは駐日公使のレオン・ロッシュらと横須賀製鉄所の起立（建設）原案を作成し、2月11日に提出している。計画では4年間で製鉄所1ヶ所、艦船の修理所2ヶ所、造船所3ヶ所、武器庫および宿舎などを建設し、予算は総額240万ドルとされた。2月24日に水野忠誠と酒井忠毗が約定書に連署して建設が正式に決まり、造兵廠建設に必要な物品の購入やフランス人技術者を手配するため、同年4月に日本を発ちフランスに一時帰国した。
間欠熱や胃病のため故郷で休養した後、8月27日から12月7日まで文久遣欧使節に同行して海軍施設などを案内した。1866年3月にフランス人住宅の建設担当者を先に日本に派遣した後、資材を調達してヴェルニー自身も4月16日にマルセイユを出発して6月8日に横浜に到着した。横須賀ではフランス人達が驚くほどのスピードで造成が進められ、入り江が埋め立てられ山が切り崩された。ヴェルニーは責任者として建設工事を統率し、40数名のフランス人技術者に指示を出した。なお月給は833メキシコドルで、年俸にして10,000メキシコドルを超える高給を受け取っていた。。フランス人住宅や警固の詰所、各種工場や馬小屋、日本人技術者養成のための技術学校などの各種施設が建設される中、1867年3月にヴェルニーは上海に渡り、上海領事だったモンモラン子爵の娘・マリーと4月22日に結婚式を挙げている。

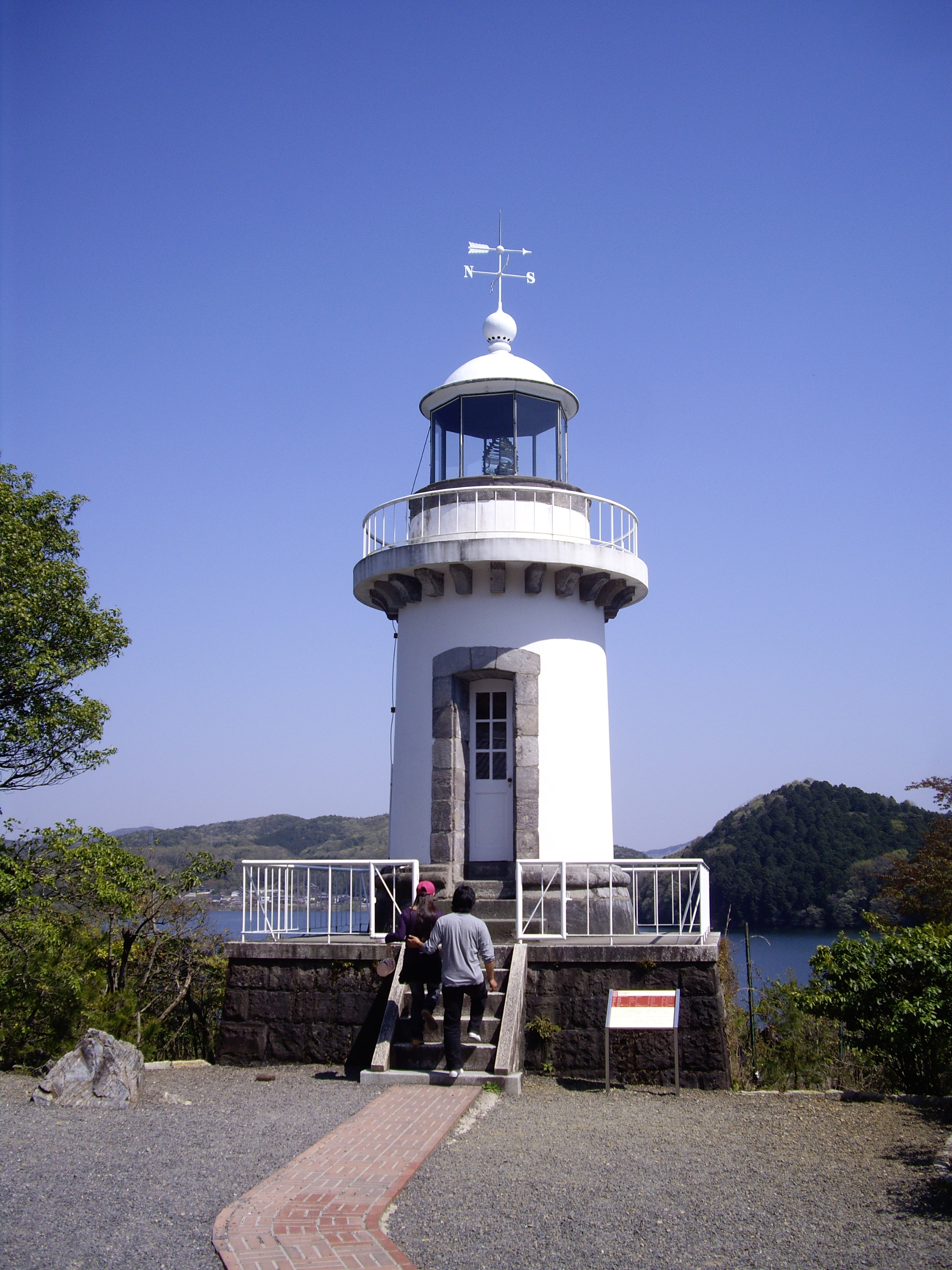
ヴェルニーが建設に関わった品川灯台（明治村に移築済み）

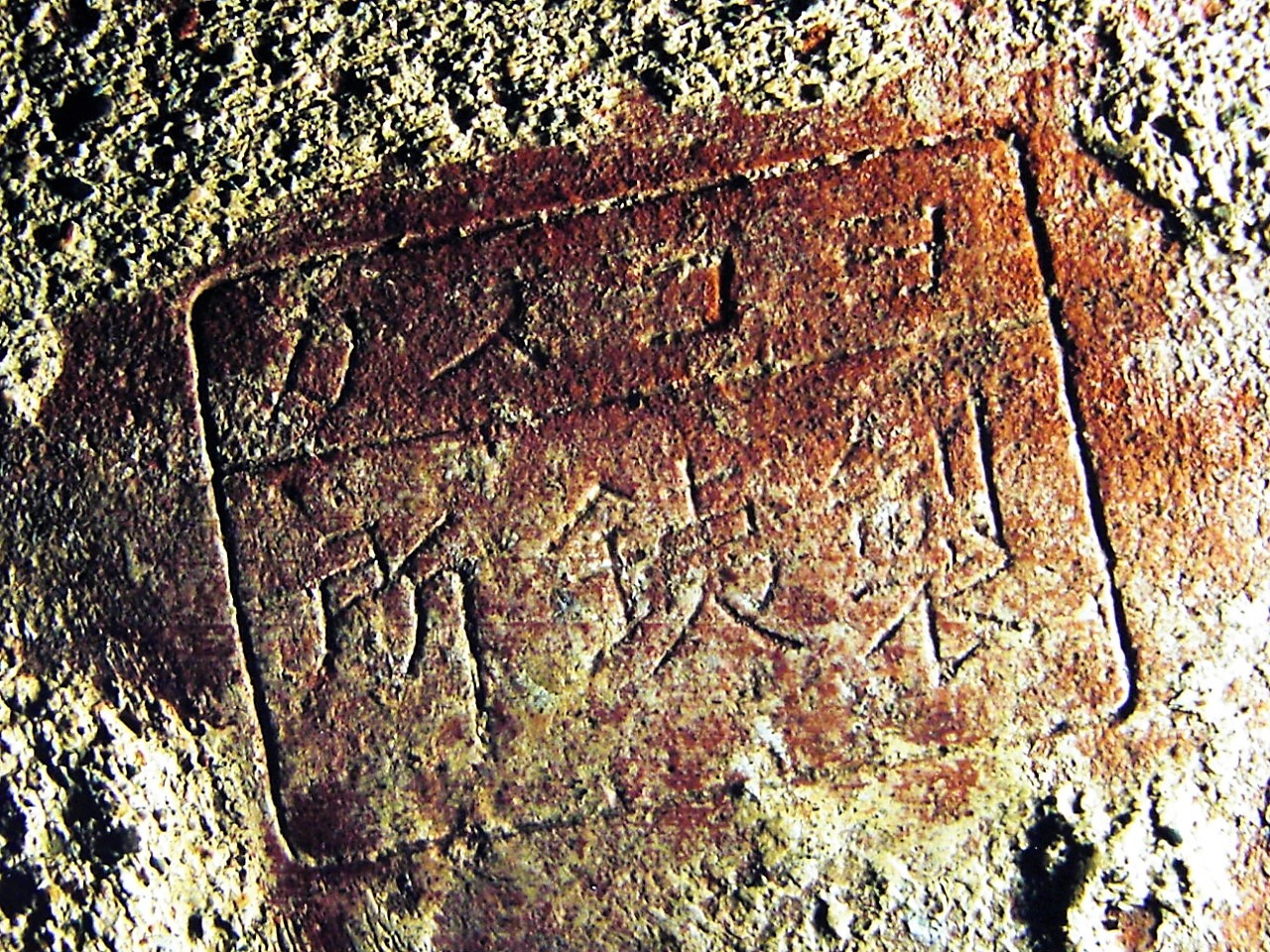
ヴェルニーの指導の下、横須賀製鉄所で製造された煉瓦の刻印部分。

1868年に戊辰戦争が勃発して3月には新政府軍が箱根まで進出してきたため、浅野氏祐と川勝広運より横浜居留地へ退去するようフランス人に指示が出たが、ヴェルニーは「政治的事件のとばっちりを受けたものの、事業中断はできない」として通報艇を待機させながら横須賀にとどまった。4月には神奈川裁判所総督の東久世通禧と副総督・鍋島直大によって横須賀製鉄所が接収されている。この時点で使用した経費は150万8,400ドルに上り、さらに83万ドル以上が必要となったため予算難の新政府はお雇いフランス人の解雇と工事の中断を検討したが、フランス公使マクシム・ウートレやヴェルニーの反対によって建設の継続が決まっている。また、同年には灯台用機械がフランスから届き、ルイ・フェリックス・フロランに命じて観音埼灯台を建設した。このほか、東京周辺で観音埼灯台、野島埼灯台、品川灯台、城ヶ島灯台の建設にも関わった。各灯台はその後、関東大震災で壊れるなどしてヴェルニーの携わったそのままの姿は失われたが、そのうち(旧)品川灯台だけは、ヴェルニーが関わった当時のものが博物館明治村に移築され現存している。妻の健康問題などのため1869年5月から休暇を取ってフランスに帰り、1870年3月に横須賀に戻っている。
1871年に横須賀製鉄所と横浜製鉄所はそれぞれ横須賀造船所、横浜造船所と改名され、9月に工部少丞の肥田浜五郎が造船兼製作頭として横須賀に赴任してきた。ヴェルニーが指導して造船された蒼龍が1872年に、清輝が1875年にそれぞれ進水するなど、横須賀での艦船建造は順調に進んだ。一方でヴェルニーの高給は新政府にとってネックとなり、1873年にフランス公使サン=カンタン伯爵と交渉して解任が受諾され、1876年3月3日にヴェルニーは解嘱された。これにともない、1875年12月28日にルドヴィク・サバティエとともに川村純義の斡旋で宮内省で明治天皇の謁見を受けたほか、1876年1月16日には延遼館で送別の宴が催されて三条実美らから書棚と花瓶が贈られている。同年2月26日に12年間の滞在をまとめた報告書を政府に提出し、3月12日に家族とともに横浜港から帰国した。なお、日本滞在中に1男2女を儲けている。

### フランス帰国後
マルセイユに到着後、消化不良と衰弱を理由に20日間の休暇を取り、さらにこれを6週間に延長している。海軍造船工学学校での教授職などを検討したがフランス海軍内での求職活動は難航し、ローヌ県の海軍工廠でしばらく監督業務を務めた後、1876年から接触を持ったサン＝テティエンヌ近郊のフィルミニーとロシュ＝ラ＝モリエールの炭鉱の所長となり海軍を退職した。1882年から1885年までサン＝テティエンヌ商工会議所の幹事を務め、鉱山学校の設立などに携わっていた。1888年には故郷のオーブナのポン・ドーブナで家を購入し、1895年に炭鉱の仕事を辞めるとこの家に移り、1908年5月2日に自宅で肺炎のため死去した。

## ヴェルニーを偲ぶ施設や行事 等

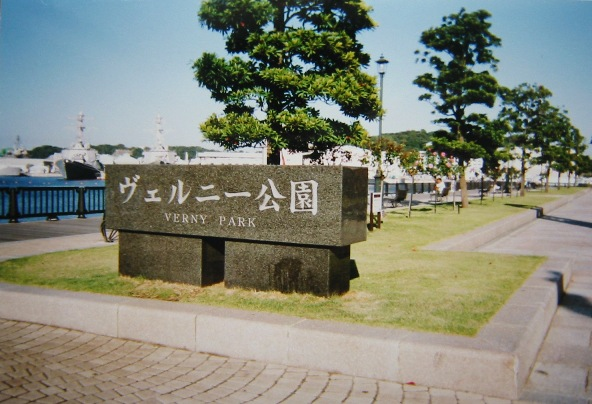
ヴェルニー公園

レオンス・ヴェルニーは日本では近代化と日仏友好の象徴とされている。横須賀海軍基地に隣接する海辺には、ヴェルニーの名を冠したヴェルニー公園が造営され、胸像も設置された。同公園内にはヴェルニーの業績を紹介するパネル等が展示された「ヴェルニー記念館」もある。横須賀製鉄所建設に大きな貢献をしたヴェルニー（および小栗忠順）を偲んで毎年11月中旬の土曜には「ヴェルニー・小栗祭式典」が開かれている。
日仏修好通商条約から数えて国交開始150周年となる2008年に発売された日仏両国の代表的な人物の記念切手「幕末シリーズ」では、10人の中に選ばれた。
ヴェルニーの自宅があったオーブナのポン・ドーブナ付近には現在、Ave. Verny（ヴェルニー通り）がある。